# موعد مع الرئيس (فلم)
موعد مع الرئيس فيلم تشويق وإثارة مصري من إنتاج عام 1990، من إخراج محمد راضي، وبطولة: كمال الشناوي , فاروق الفيشاوي , إلهام شاهين , السيد راضي , سعيد عبد الغني , سعد أردش.

## قصة الفيلم
تتمكن إحدى شركات المقاولات الكبرى عن طريق الرشوة من الحصول على تصريح بهدم حي شعبي بأكمله، وبناء أبراج سكنية فاخرة مكانه، تتبنى قضية أهل الحارة عضوة مجلس الشعب عن الدائرة (ماجدة) التي يقع بها الحي، لكن يتصدى المسؤلون الفاسدون لجهودها وبالمصادفة يشاهدها رئيس الجمهورية في أثناء إحدى جلسات مجلس الشعب، فيطلب مقابلتها في أسوان، تقرر الذهاب لتطلعه على المستندات التي تثبت فساد المسؤلين الذين يحاولون إفساد قضيتها وتعطيلها بسرقة المستندات.

## وصلات خارجية
- صفحة الفيلم على موقع السينما